# Camino a la guerra
Camino a la guerra (Path To War, en inglés) es una película biográfica para televisión, producida por HBO. Dirigida por John Frankenheimer y protagonizada por Michael Gambon, Donald Sutherland y Alec Baldwin, está ambientada en la guerra de Vietnam desde el punto de vista del trigésimo sexto Presidente de los Estados Unidos: Lyndon B. Johnson. Fue estrenada en 2002. También fue la última película producida por Edgar J. Scherick, así como la última película que dirigiría Frankenheimer.

## Reparto
| Actor              | Personaje              |
| ------------------ | ---------------------- |
| Michael Gambon     | Lyndon B. Johnson      |
| Donald Sutherland  | Clark M. Clifford      |
| Alec Baldwin       | Robert McNamara        |
| Bruce McGill       | George Ball            |
| James Frain        | Richard N. Goodwin     |
| Felicity Huffman   | Lady Bird Johnson      |
| Frederic Forrest   | Earle Wheeler          |
| John Aylward       | Dean Rusk              |
| Philip Baker Hall  | Everett Dirksen        |
| Gary Sinise        | George C. Wallace      |
| Tom Skerritt       | William Westmoreland   |
| Cliff De Young     | McGeorge Bundy         |
| Chris Eigeman      | Bill Moyers            |
| John Valenti       | Jack Valenti           |
| Gerry Becker       | Walt Rostow            |
| Sarah Paulson      | Luci Baines Johnson    |
| Curtis L. McClarin | Martin Luther King Jr. |